# 飞霞洞
飞霞洞，位于中国广东省清远市清城区飞来峡，为清远市的一个省级文物保护单位，类型为古建筑，公布时间为2015年12月。
飞霞洞的历史年代为清-民国。